# Лутка са кревета бр. 21
„Лутка са кревета бр. 21” је југословенски ТВ филм из 1966. године. Режирао га је Јован Коњовић а сценарио је написао Ђорђе Лебовић

## Улоге
| Глумац           | Улога |
| ---------------- | ----- |
| Љубиша Јовановић |       |
| Весна Крајина    |       |
| Бранко Плеша     |       |